# Fulvio Scola
Fulvio Scola (* 10. Dezember 1982 in Agordo) ist ein italienischer Skilangläufer.

## Karriere
Seinen ersten internationalen Wettkampf bestritt Fulvio Scola bei der nordischen Juniorenweltmeisterschaft 2001 in Karpacz-Szklarska. Dort erreichte er das Viertelfinale des Sprintwettbewerbs und belegte am Ende den 22. Platz. Ein Jahr später in Schonach verbesserte er dieses Resultat und belegte den 13. Platz. Nach einigen Einsätzen im Skilanglauf-Continental-Cup hatte Scola am 7. Dezember 2003 seinen ersten Einsatz im Skilanglauf-Weltcup. In Toblach trat er zusammen mit Valerio Theodule im Teamsprint an. Das Duo belegte den 14. Platz. Den ersten Einsatz in einem Einzelwettbewerb hatte Scola eine Woche später im Val di Fiemme, wo er im Sprint als 38. die Qualifikation für die Finalläufe verpasste. In dieser Saison verbesserte er kontinuierlich seine Resultate im Continentalcup und feierte in Admont mit Platz drei im Sprintwettbewerb seine erste Podiumsplatzierung.
2005 erreichte er bei der Universiade in Innsbruck den Finallauf des Sprintwettbewerbs, wo er die Bronzemedaille gewann. Zwei Jahre später konnte er dieses Ergebnis in Pragelato wiederholen. In der Saison 2006/07 nahm Scola an der Tour de Ski teil. Beim Sprint in Asiago überstand er die Qualifikation für die Finalläufe und gewann als 20. seine ersten Weltcuppunkte. Er beendete die Tour auf Platz 46. Beim Weltcup in Otepää überraschte er als Zwölfter über 15 Kilometer klassisch. In der Saison 2008/09 überzeugte Scola mit drei Siegen im Skilanglauf-Alpencup (vormals Continentalcup), was ihm die Qualifikation für die Nordische Skiweltmeisterschaft in Liberec sicherte. Dort erreichte er überraschend das Halbfinale des Sprintwettbewerbs und belegte am Ende den achten Platz. Im Teamsprint wurde er mit Renato Pasini 13. Er beendete die Saison als Zweiter im Opa-Cup mit sechs Punkten Rückstand auf den Sieger Florian Kostner. Nachdem sich Scola auch in der Saison 2009/10 nicht im Weltcup durchsetzen konnte, startete er erneut vorwiegend im Alpencup. Dort sicherte er sich mit drei Saisonsiegen erneut den zweiten Platz in der Gesamtwertung. Der Durchbruch im Weltcup gelang Scola in der Saison 2010/11. In Düsseldorf erreichte er das Finale und belegte hinter Emil Jönsson überraschend den zweiten Platz. Auch in Davos erreichte er den Finallauf und belegte den vierten Platz.